# Resun
Resun is een bestuurslaag in het regentschap Lingga van de provincie Riau-archipel, Indonesië. Resun telt 1313 inwoners (volkstelling 2010).